# Station Kitaoji
Station Kitaōji (北大路駅, Kitaōji-eki) is een metrostation in de wijk Kita-ku in de Japanse stad  Kyoto. Het wordt aangedaan door de Karasuma-lijn. Het station heeft twee sporen, gelegen aan een enkel eilandperron.

## Treindienst

### Metro van Kioto
Het station heeft het nummer K04.
| 1 | ■ Karasuma-lijn | richting Shijō, Kioto en Takeda    |
| 2 | ■ Karasuma-lijn | richting Kitayama en Kokusaikaikan |

## Geschiedenis
Het station werd in 1981 geopend.

## Overig openbaar vervoer
Nabij het station bevindt zich het Kitaōji Busstation, een van de belangrijkste busstations van Kioto.

## Stationsomgeving
- Ōtani Universiteit
- Kitaōji-dōri
- Karasuma-dōri
- Kitaōji Town:
  - Kitaōji Busstation
  - Vivre (winkelcentrum)
- Politieziekenhuis van Kioto
- Stadsdeelkantoor van Kita-ku
- McDonald's
- Lawson

Kokusaikaikan · Matsugasaki · Kitayama · Kitaōji · Kuramaguchi · Imadegawa · Marutamachi · Karasuma Oike · Shijō · Gojō · Kyoto · Kujō · Jūjō · Kuinabashi · Takeda (>> doorgaande lijnen via de Kintetsu Kyoto-lijn)